# Campeonato Sudamericano Sub-20 de 1983
El Campeonato Sudamericano Sub-20 de 1983 se llevó a cabo en las ciudades bolivianas de Cochabamba, La Paz y Santa Cruz, entre el 22 de enero y el 13 de febrero de ese mismo año.
En este certamen las selecciones de Brasil, Argentina y Uruguay lograron clasificar a la Copa Mundial de Fútbol de la categoría realizado en México.

## Participantes
Participaron en el torneo los equipos representativos de las 10 asociaciones nacionales afiliadas a la Confederación Sudamericana de Fútbol:
| Equipos participantes | Equipos participantes | Equipos participantes | Equipos participantes | Equipos participantes |
| --------------------- | --------------------- | --------------------- | --------------------- | --------------------- |
| Argentina             | Bolivia               | Brasil                | Chile                 | Colombia              |
| Ecuador               | Paraguay              | Perú                  | Uruguay               | Venezuela             |

## Fechas y resultados

### Primera fase
Los 10 equipos participantes en la primera fase se dividieron en dos grupos de cinco equipos cada uno. Luego de una liguilla simple (a una sola rueda de partidos), pasaron a segunda ronda los equipos que ocuparon las posiciones primera y segunda de cada grupo.
En caso de empate en puntos en cualquiera de las posiciones, la clasificación se determina siguiendo en orden los siguientes criterios:
- Diferencia de goles.
- Cantidad de goles marcados.
- El resultado del partido jugado entre los empatados.
- Por sorteo.

#### Grupo A
| Equipo   | Pts. | PJ | PG | PE | PP | GF | GC | Dif |
| -------- | ---- | -- | -- | -- | -- | -- | -- | --- |
| Brasil   | 8    | 4  | 4  | 0  | 0  | 10 | 1  | 9   |
| Uruguay  | 6    | 4  | 3  | 0  | 1  | 8  | 7  | 1   |
| Chile    | 2    | 4  | 1  | 0  | 3  | 4  | 6  | -2  |
| Ecuador  | 2    | 4  | 1  | 0  | 3  | 6  | 10 | -4  |
| Colombia | 2    | 4  | 1  | 0  | 3  | 5  | 9  | -4  |

| 22 de enero de 1983 | Colombia | 2:1 | Chile | Estadio Ramón Aguilera Costas, Santa Cruz de la Sierra |  |
|                     |          |     |       | Árbitro(s): Carlos Montalvan Miranda (Perú)            |  |

| 22 de enero de 1983 | Brasil | 3:0 | Ecuador | Estadio Ramón Aguilera Costas, Santa Cruz de la Sierra |  |
|                     |        |     |         | Árbitro(s): Jorge Antequera Antequera (Bolivia)        |  |

| 24 de enero de 1983 | Uruguay | 1:0 | Chile | ?, ?          |  |
|                     |         |     |       | Árbitro(s): ? |  |

| 24 de enero de 1983 | Brasil | 3:0 | Colombia | ?, ?          |  |
|                     |        |     |          | Árbitro(s): ? |  |

| 26 de enero de 1983 | Chile | 3:2 | Ecuador | ?, ?          |  |
|                     |       |     |         | Árbitro(s): ? |  |

| 26 de enero de 1983 | Uruguay | 3:2 | Colombia | ?, ?          |  |
|                     |         |     |          | Árbitro(s): ? |  |

| 28 de enero de 1983 | Ecuador | 2:1 | Colombia | ?, ?          |  |
|                     |         |     |          | Árbitro(s): ? |  |

| 28 de enero de 1983 | Brasil | 3:1 | Uruguay | ?, ?          |  |
|                     |        |     |         | Árbitro(s): ? |  |

| 31 de enero de 1983 | Uruguay | 3:2 | Ecuador | ?, ?          |  |
|                     |         |     |         | Árbitro(s): ? |  |

| 31 de enero de 1983 | Brasil | 1:0 | Chile | ?, ?          |  |
|                     |        |     |       | Árbitro(s): ? |  |

#### Grupo B
| Equipo    | Pts. | PJ | PG | PE | PP | GF | GC | Dif |
| --------- | ---- | -- | -- | -- | -- | -- | -- | --- |
| Argentina | 8    | 4  | 4  | 0  | 0  | 9  | 2  | 7   |
| Bolivia   | 4    | 4  | 2  | 0  | 2  | 9  | 7  | 2   |
| Paraguay  | 4    | 4  | 2  | 0  | 2  | 7  | 6  | 1   |
| Perú      | 2    | 4  | 1  | 0  | 3  | 11 | 9  | 2   |
| Venezuela | 2    | 4  | 1  | 0  | 3  | 2  | 14 | -12 |

| 22 de enero de 1983 | Argentina | 2:0 | Perú | ?, ?          |  |
|                     |           |     |      | Árbitro(s): ? |  |

| 22 de enero de 1983 | Bolivia                                             | 4:0 | Venezuela | ?, ?          |               |
|                     | Rueda 10' · Soria 45' · Paniagua 54' · González 77' |     |           | Árbitro(s): ? | Árbitro(s): ? |

| 24 de enero de 1983 | Argentina | 2:0 | Paraguay | ?, ?          |  |
|                     |           |     |          | Árbitro(s): ? |  |

| 24 de enero de 1983 | Bolivia | 3:1 | Perú | ?, ?          |  |
|                     |         |     |      | Árbitro(s): ? |  |

| 26 de enero de 1983 | Paraguay | 4:2 | Perú | ?, ?          |  |
|                     |          |     |      | Árbitro(s): ? |  |

| 26 de enero de 1983 | Argentina                 | 2:1 | Venezuela       | ?, ?          |               |
|                     | Zárate 26' · Dezzotti 63' |     | Peña 44' (pen.) | Árbitro(s): ? | Árbitro(s): ? |

| 28 de enero de 1983 | Perú | 8:0 | Venezuela | ?, ?          |               |
|                     | Loyola 6' · Abrahamson 16' · Reheder 25' · Incháustegui 66' · Ziani 68' · C. Cárdenas 78' · V. Cárdenas 80' · Meza 83' |     |           | Árbitro(s): ? | Árbitro(s): ? |

| 28 de enero de 1983 | Paraguay | 3:1 | Bolivia | ?, ?          |  |
|                     |          |     |         | Árbitro(s): ? |  |

| 31 de enero de 1983 | Venezuela          | 1:0 | Paraguay | ?, ?          |               |
|                     | Salvador Pérez 90' |     |          | Árbitro(s): ? | Árbitro(s): ? |

| 31 de enero de 1983 | Argentina | 3:1 | Bolivia | ?, ?          |  |
|                     |           |     |         | Árbitro(s): ? |  |

### Fase final
| Equipo    | Pts. | PJ | PG | PE | PP | GF | GC | Dif |
| --------- | ---- | -- | -- | -- | -- | -- | -- | --- |
| Brasil    | 5    | 3  | 2  | 1  | 0  | 6  | 2  | 4   |
| Uruguay   | 4    | 3  | 1  | 2  | 0  | 6  | 5  | 1   |
| Argentina | 3    | 3  | 1  | 1  | 1  | 8  | 8  | 0   |
| Bolivia   | 0    | 3  | 0  | 0  | 3  | 4  | 9  | -5  |

| 5 de febrero de 1983 | Brasil | 3:0 | Bolivia | ?, ?          |  |
|                      |        |     |         | Árbitro(s): ? |  |

| 6 de febrero de 1983 | Argentina | 3:3 | Uruguay | ?, ?          |  |
|                      |           |     |         | Árbitro(s): ? |  |

| 9 de febrero de 1983 | Brasil | 0:0 | Uruguay | ?, ?          |  |
|                      |        |     |         | Árbitro(s): ? |  |

| 9 de febrero de 1983 | Argentina | 3:2 | Bolivia | ?, ?          |  |
|                      |           |     |         | Árbitro(s): ? |  |

| 13 de febrero de 1983 | Uruguay | 3:2 | Bolivia | ?, ?          |  |
|                       |         |     |         | Árbitro(s): ? |  |

| 13 de febrero de 1983 | Brasil | 3:2 | Argentina | ?, ?          |  |
|                       |        |     |           | Árbitro(s): ? |  |

| Brasil         |
| Campeón Brasil |
| Segundo título |

## Cuadro Final
| #  | Selección | Pts. | PJ | PG | PE | PP | GF | GC | Dif. |
| -- | --------- | ---- | -- | -- | -- | -- | -- | -- | ---- |
| 1  | Brasil    | 13   | 7  | 6  | 1  | 0  | 16 | 3  | 13   |
| 2  | Uruguay   | 10   | 7  | 4  | 2  | 1  | 14 | 12 | 2    |
| 3  | Argentina | 11   | 7  | 5  | 1  | 1  | 17 | 10 | 7    |
| 4  | Bolivia   | 4    | 7  | 2  | 0  | 5  | 13 | 16 | -3   |
| 5  | Paraguay  | 4    | 4  | 2  | 0  | 2  | 7  | 6  | 1    |
| 6  | Perú      | 2    | 4  | 1  | 0  | 3  | 11 | 9  | 2    |
| 7  | Ecuador   | 2    | 4  | 1  | 0  | 3  | 6  | 10 | -4   |
| 8  | Colombia  | 2    | 4  | 1  | 0  | 3  | 5  | 9  | -4   |
| 9  | Chile     | 2    | 4  | 1  | 0  | 3  | 4  | 6  | -2   |
| 10 | Venezuela | 2    | 4  | 1  | 0  | 3  | 2  | 14 | -12  |

## Clasificados alMundial Sub-20 México 1983
| Brasil | Uruguay | Argentina |
| ------ | ------- | --------- |